# USS Valley Forge (CV-45)
USS Valley Forge (CV-45) bio je američki nosač zrakoplova u sastavu Američke ratne mornarice i jedan od nosača klase Essex. Bio je prvi brod u službi Američke ratne mornarice koji nosi ime Valley Forge. Služio je od 1946. do 1970. godine. Ušao je u službu nakon završetka Drugog svjetskog rata. Valley Forge je odlikovan s 8 borbenih zvijezda (eng. battle stars – odlikovanje za sudjelovanje u bitkama) za sudjelovanje u Korejskom ratu i 9 borbenih zvijezda za sudjelovanje u Vijetnamskom ratu. Za razliku od većine ostalih brodova klase Essex, Valley Forge nije moderniziran tako da je bio zadržao klasičan izgled nosača Essex klase iz Drugog svjetskog rata.
Povučen je iz službe 1970. godine, a 1971. je prodan kao staro željezo.

### Zajednički poslužitelj
|  | Zajednički poslužitelj ima stranicu o temi USS Valley Forge (CV-45)    |
|  | Zajednički poslužitelj ima još gradiva o temi USS Valley Forge (CV-45) |